# Мирный (Рязанская область)
Мирный — поселок в Милославском районе Рязанской области. Входит в состав Павловского сельского поселения.

## История
В 1966 г. указом президиума ВС РСФСР поселок отделения «Мюд» совхоза «Кировский» переименован в Мирный.

## Население
| 2010 |
| ---- |
| 0    |